# Вокс, Эдуард, 4-й барон Вокс из Херроудена
Эдуард Вокс (англ. Edward Vaux; 13 сентября 1588 — 8 сентября 1661) — английский аристократ, 4-й барон Вокс из Херроудена с 1595 года. В течение всей жизни сохранял верность католицизму, участвовал в Восьмидесятилетней войне на стороне Испании. Был женат на Элизабет Говард, вдове Уильяма Ноллиса, 1-го графа Банбери.

## Биография
Эдуард Вокс принадлежал к рыцарскому роду, обосновавшемуся в поместье Херроуден (Нортгемптоншир, Центральная Англия) во времена короля Генриха IV (1399—1413). Он родился в 1588 году в семье Джорджа Вокса (сына Уильяма Вокса, 3-го барона Вокса из Херроудена) и его жены Элизабет Роупер. В 1594 году Эдуард потерял отца, а в 1595 году, после смерти деда, в неполные семь лет унаследовал титул и семейные владения. Как несовершеннолетний наследник он оказался под опекой королевы Елизаветы.
Мать Эдуарда, потеряв мужа, поклялась не вступать больше в брак и посвятила себя религии. Воксы отличались от большинства аристократических семей Англии преданностью католичеству, из-за чего их верность короне была под вопросом; к тому же Элизабет прятала в своих поместьях католических священников, включая иезуита Джона Джерарда, который был её духовником. После раскрытия Порохового заговора в 1605 году семья Воксов стала предметом пристального внимания властей. Из-за этого Эдуард уехал на континент, вернулся в 1611 году, но вскоре оказался во Флитской тюрьме, так как отказался принести присягу на верность королю Якову I. Суд королевской скамьи приговорил его 1 марта 1612 года к пожизненному заключению и полной конфискации имущества. Впрочем, уже в октябре барона передали под опеку декана Вестминстера, а вскоре после этого освободили полностью под залог в тысячу фунтов стерлингов. Конфискованные земли Эдуард получил назад.
3 января 1621 года Вокс получил от короля вызов в парламент. Яков хотел добиться от депутатов финансирования военной помощи зятю, Фридриху Пфальцскому, но они вместо этого потребовали начать войну с Испанией; тогда монарх распустил парламент. В 1622 году барон сформировал полк из английских католиков для службы испанской короне в Нидерландах (там в это время шла Восьмидесятилетняя война). Однако под Бергеном выяснилось, что этому полку противостоят английские протестанты на службе Генеральных штатов, и многие люди Вокса дезертировали, чтобы не сражаться с соотечественниками. В 1624 году барон вернулся на родину.
В 1639 году Вокс выплатил короне 300 фунтов стерлингов, чтобы не участвовать в походе в Шотландию во время Первой епископской войны. Последующие годы он провёл в своих поместьях и умер 8 сентября 1661 года. Барона похоронили в Доркинге (Суррей).

## Семья
В 1605 году мать барона вела переговоры о его женитьбе на Элизабет Говард, дочери Томаса Говарда, 1-го графа Саффолка, и Кэтрин Найветт. Этот брак не был заключён из-за Порохового заговора, позже Элизабет стала женой Уильяма Ноллиса, 1-го графа Банбери (1605). По-видимому, Эдуард и графиня все последующие годы любили друг друга: овдовев в 1632 году, Элизабет вышла за Эдуарда спустя всего пять недель. Современники считали Вокса биологическим отцом обоих сыновей, рождённых Элизабет в первом браке, — Эдуарда (1627—1645) и Николаса (1631—1674). Оба сына родились, когда Уильяму было уже за 80. Ни одного из них граф не упомянул в своём завещании, младший открыто именовал себя Николас Вокс.
Брак Эдуарда и Элизабет остался бездетным. Баронесса умерла раньше мужа, 17 апреля 1658 года. После смерти Эдуарда его титул и семейные владения перешли младшему брату, Генри.